# Días que no vuelven (canción)
«Días que no vuelven» es una canción de la banda de pop mexicana Grupo Play. Fue lanzado el primer sencillo de su álbum homónimo en las radios mexicanas el 5 de diciembre de 2006 y a principios de enero de 2007 en el resto de la mayor parte de los países latinoamericanos.

## Video musical
Es el único video musical que hizo Grupo Play hasta el momento. El cual se hizo bajo la dirección de Samuel Ríos y Valle, mismo que tuvo locaciones en las calles de la Ciudad de México 16 de septiembre, 5 de mayo y Madero; además del centro histórico; Patricio Sanz, en la Colonia del Valle, y en un hotel de Tlalpan.
- Datos: Q5815938